# Vulturești (Vaslui)
Vultureşti è un comune della Romania di 2 426 abitanti, ubicato nel distretto di Vaslui, nella regione storica della Moldavia. 
Il comune è formato dall'unione di 4 villaggi: Buhăiești, Podeni, Voinești, Vulturești.